# Jean Gaudin

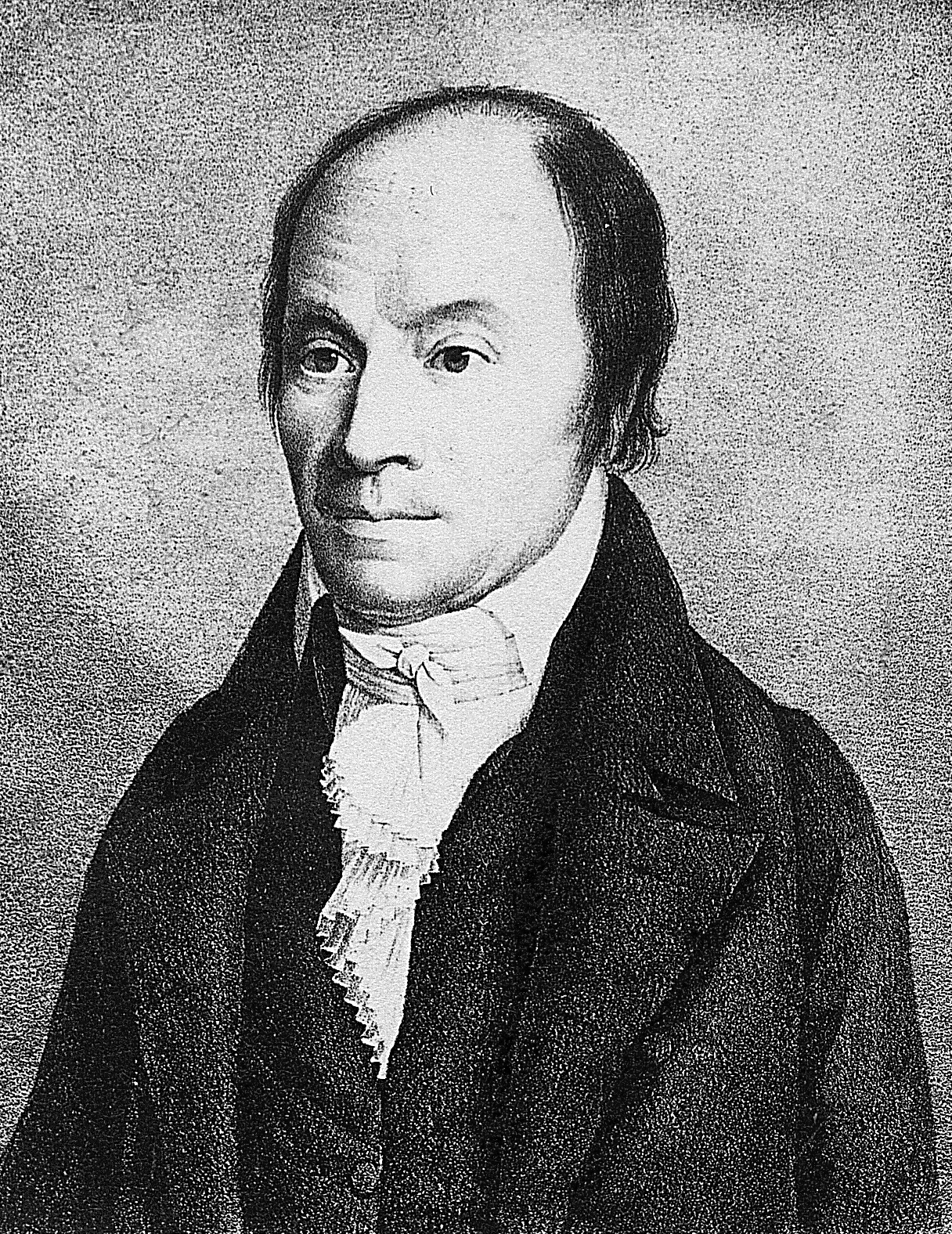

Jean François Aimé (Théophile, Gottlieb) Philippe Gaudin (* 18. März 1766 in Longirod; † 14. Juli 1833 in Nyon) war ein Schweizer Pfarrer und Naturforscher. Sein offizielles botanisches Autorenkürzel lautet „Gaudin“.

## Leben und Wirken
Der Sohn eines Pfarrers besuchte ab 1781 das Collège de Genève und studierte anschließend Theologie an der Universität Zürich. Bei zahlreichen Exkursionen in dieser Zeit, die er in der Umgebung von Zürich unternahm, wurde sein Interesse an der Botanik geweckt.
Nach seinem Studium wurde Gaudin Pfarrer, zunächst von 1795 bis 1817 in der deutschen Pfarrei von Nyon, wo er zugleich Lehrer für Mathematik und Naturgeschichte war. Von 1817 bis 1821 betreute er die Pfarrei in Longirod und wurde 1821 zum Ersten Pfarrer der reformierten Kirche in Nyon ernannt, wo er bis 1833 wirkte.
Neben seinem Hauptberuf blieb er zeitlebens der Naturgeschichte und der Botanik verbunden. So gründete er 1815 zusammen mit Henry-Albert Gosse die Helvetische Gesellschaft für Naturgeschichte. Für seine Verdienste wurde er 1820 zum Honorarprofessor für Botanik an der Akademie Lausanne berufen. 1811 erschien sein Werk Agrostologia helvetica, eine Beschreibung von Gräsern, die ihn weit über die Schweiz hinaus bekannt machte.
1828 bis 1833 bearbeitete er die Flora helvetica mit, die sein Schüler Jean-Pierre Monnard 1836 vervollständigte und herausgab. Sein Herbar ging nach seinem Tod an den Pariser Botaniker Jacques Étienne Gay. Nach dessen Tod wurde es von Joseph Dalton Hooker, dem Direktor der Royal Botanic Gardens in London zurückgekauft und im Tausch gegen eine andere Sammlung 1878 dem Botanischen Museum des Kantons Waadt in Lausanne wieder übergeben.

## Nach Gaudin benannte Taxa
Ihm zu Ehren wurde die Gattung Gaudinia P.Beauv. der Pflanzenfamilie der Süßgräser (Poaceae) benannt.
Auch die Pflanzenarten Gaudins Laserkraut (Laserpitium gaudinii) und Gaudins Wiesen-Flockenblume (Centaurea jacea subsp. gaudinii) sind nach ihm benannt.

## Schriften
- Agrostologia helvetica definitionem descriptionemque graminum et plantarum eis affinium in Helvetia sponte nascentium complectens Parisiis, Genevae 1811.
- Flora Helvetica sive Historia Stirpium hucusque Cognitarum in Helvetia et in Tractibus Conterminis aut Sponte Nascentium aut in Hominis Animaliumque Usus vulgo Cultarum continuata. Vol. 7: Topographiam botanicam s. librum mannalem in usum viatoris botanophili Helvetiam peragrantis complectens. Zürich: Orell, Fuessli et Soc. 1833, 667 S.
- Synopsis florae helveticae. Opus posthum continuatum et editum a J(ean) P(ierre) Monnard. Turici: Orell Fuessli 1836, 824. S.